# After School (мініальбом)
After School — четвертий мініальбом американської співачки і авторки пісень Мелані Мартінес. Він вийшов на Atlantic Records 25 вересня 2020 року.
Трек «The Bakery» вийшов як головний сингл того ж дня, коли вийшов альбом. Мартінес заявила, що цей альбом є «більш особистим і на мить виходить за рамки персонажа Cry Baby».

## Створення
В інтерв'ю журналу V у вересні 2019 року Мартінес заявила, що випустить пісні, які будуть «більш особистими та більш вразливими». 7 січня 2020 року вона оголосила в Instagram, що випустить мініальбом під назвою After School, який буде продовженням історії альбому K-12.
Мартінес також раніше оголосила, що запланувала ще два фільми, обидва з яких будуть супроводжуватися альбомами.
10 лютого, співачка випустила окремий сингл «Copy Cat», що був записаний з американським репером і автором пісень Tierra Whack. Спочатку пісня мала бути головним синглом з альбому, але була вирізана з остаточного трек-листу. 
В інтерв'ю Idolator Мартінес висловила зацікавленість у створенні музичного кліпу на «Test Me».

## Трек-лист
| #     | Назва           | Тривалість |
| ----- | --------------- | ---------- |
| 1.    | «Notebook»      | 2:31       |
| 2.    | «Test Me»       | 2:55       |
| 3.    | «Brain & Heart» | 3:23       |
| 4.    | «Numbers»       | 3:23       |
| 5.    | «Glued»         | 3:13       |
| 6.    | «Field Trip»    | 3:01       |
| 7.    | «The Bakery»    | 2:34       |
| 22:17 |                 |            |

Примітка
- «Brain & Heart» містить інтерполяцію пісні «If You Had My Love» Дженніфер Лопес[7].

## Музиканти й автори
- Мелані Мартінес — вокал, авторка пісень
- Майкл Кінан — автор пісень, продюсер (1-6 треки)
- Блейк Слаткін — автор пісень, продюсер (трек 7)
- Родні Джеркінс — автор пісень (трек 3)
- Фред Джеркінс III — автор пісень (трек 3)
- Лашон Деніелс — автор пісень (трек 3)
- Корі Руні — автор пісень (трек 3)
- Дженніфер Лопес — автор пісень (трек 3)

## Чарти
| Чарт (2020)                                | Найвища позиція |
| ------------------------------------------ | --------------- |
| Australian Albums (ARIA)                   | 63              |
| Бельгія Belgian Albums (Ultratop Flanders) | 130             |
| Велика Британія UK Albums (OCC)            | 70              |
| США Billboard 200                          | 74              |
| США Top Alternative Albums (Billboard)     | 9               |